# Підгорне (Кіясовський район)
Підго́рне (рос. Подгорное, удм. Подгорной) — село у складі Кіясовського району Удмуртії, Росія.
До 2004 року село мало статус селища.
Населення — 1621 особа (2010; 1552 у 2002).
Національний склад:
- росіяни — 77 %